# جيسي كريمر
جيسي كريمر هو سياسي أمريكي، ولد في 28 فبراير 1977. نشط حزبياً في الحزب الجمهوري. وقد انتخب عضو جمعية ولاية ويسكونسن ‏.

## وصلات خارجية
- الموقع الرسمي